# Peugeot type 504
Ne doit pas être confondu avec Peugeot 504.
Le Peugeot type 504 est un modèle de camion fabriqué par Peugeot de 1913 à 1914.

## Historique
Le type 504  sort en 1913. Il est proposé en plusieurs carrosseries : fourgon 1,8 t, camion 2,5 t, autobus 14 places, autobus 18 places et autocar torpédo. 
La production a lieu de 1913 à 1914. À l'automne 1914, après le déclenchement de la Première Guerre mondiale, les derniers des 83 type 504 produits sont directement livrés à l'Armée française. Le type 504 est remplacé par le type 1504 à entraînement par cardan, dérivé du type 1514 sorti à l'été 1914.

## Conception
Le type 504 est équipé d'un moteur à essence Peugeot HM, à quatre cylindres 90 × 150 mm,. Son régime maximum est de 1 400 tr/min et il développe une puissance de 22 HP d'après le catalogue Peugeot, puissance qui lui permet d'atteindre la vitesse maximale de 30 km/h.
Extérieurement, il se caractère par une transmission à chaîne, des roues charronnées en bois (avec bandages), un auvent plat au-dessus du poste de conduite et un passage de roue au-dessus de l'essieu arrière, sous le plateau arrière long de 4,00 m. L'empattement du châssis est de 3,605 m.
Le poids à vide est de 2 670 kg et la charge utile est de 2,5 t.